# Heflin (Louisiana)
Heflin és una població dels Estats Units a l'estat de Louisiana. Segons el cens del 2000 tenia 245 habitants.

## Demografia
Segons el cens del 2000, Heflin tenia 245 habitants, 95 habitatges, i 70 famílies. La densitat de població era de 47,5 habitants/km².
Dels 95 habitatges en un 35,8% hi vivien nens de menys de 18 anys, en un 64,2% hi vivien parelles casades, en un 9,5% dones solteres, i en un 25,3% no eren unitats familiars. En el 24,2% dels habitatges hi vivien persones soles el 14,7% de les quals corresponia a persones de 65 anys o més que vivien soles. El nombre mitjà de persones vivint en cada habitatge era de 2,58 i el nombre mitjà de persones que vivien en cada família era de 3,08.
Per edats la població es repartia de la següent manera: un 26,9% tenia menys de 18 anys, un 8,2% entre 18 i 24, un 27,8% entre 25 i 44, un 20,4% de 45 a 60 i un 16,7% 65 anys o més.
L'edat mediana era de 37 anys. Per cada 100 dones de 18 o més anys hi havia 98,9 homes.
La renda mediana per habitatge era de 33.333 $ i la renda mediana per família de 47.083 $. Els homes tenien una renda mediana de 29.167 $ mentre que les dones 19.500 $. La renda per capita de la població era de 13.547 $. Entorn del 5,7% de les famílies i el 8,9% de la població estaven per davall del llindar de pobresa.

## Poblacions més properes
El següent diagrama mostra les poblacions més properes.